# Dimitrij Nazarov
Dimitrij Nazarov (ros. Дмитрий Назаров; ur. 4 kwietnia 1990 w Krasnoarmiejsku) – niemiecko-azerski piłkarz występujący na pozycji ofensywnego pomocnika lub napastnika w niemieckim Erzgebirge Aue.

## Życiorys
Od początku kariery zawodniczej grał w klubach niemieckich. Seniorską karierę rozpoczął w rezerwach 1. FC Kaiserslautern. W 2010 roku przeniósł się do drużyny rezerw Eintrachtu Frankfurt. 1 lipca 2012 odszedł na zasadzie wolnego transferu do Preußen Münster. Po zakończeniu sezonu 2012/2013 rozstał się z tym klubem, będąc sprzedanym do Karlsruher SC. Po trzech latach trafił do beniaminka 2. Bundesligi – Erzgebirge Aue.

### Reprezentacja
W 2014 roku za namową Bertiego Vogtsa postanowił reprezentować Azerbejdżan. Miał również do wyboru reprezentowanie Kazachstanu, na terenie którego się urodził, oraz innych byłych republik radzieckich.